# Neogutierrezia affinis
Neogutierrezia affinis är en skalbaggsart som beskrevs av Martinez 1973. Neogutierrezia affinis ingår i släktet Neogutierrezia och familjen Rutelidae. Inga underarter finns listade i Catalogue of Life.